# Icknield Street

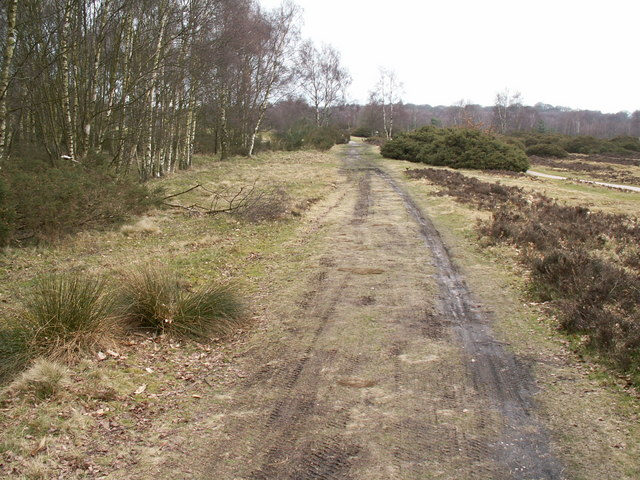
La section préservée d'Icknield Street, dans Sutton Park (Birmingham).

Icknield Street ou Ryknild Street est une voie romaine de Grande-Bretagne qui conduit de Fosse Way, à hauteur de Bourton-on-the-Water (Gloucestershire, 51° 53′ 17″ N, 1° 46′ 01″ O), jusqu'à Templeborough (Yorkshire du Sud, 53° 25′ 05″ N, 1° 23′ 38″ O). Elle passe par Alcester, Studley, Redditch, Metchley Fort, Birmingham, Lichfield et Derby. On peut en voir une section préservée dans Sutton Park, à Birmingham.

## Dans les textes anciens

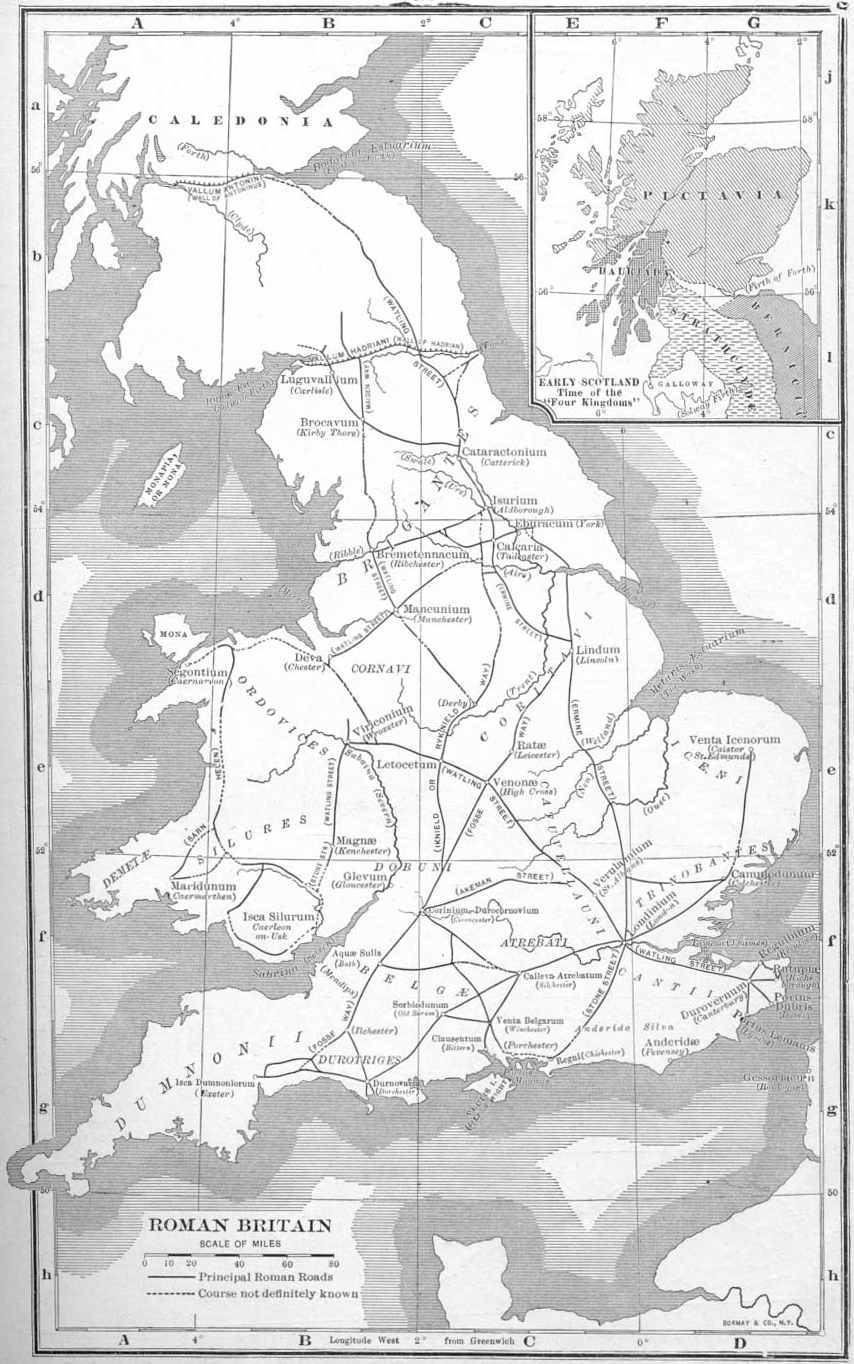
Voies romaines de la province de Bretagne.

Les Leges Edwardi Confessoris, les lois d'Édouard le Confesseur, écrites autour de 1140, citent quatre voies romaines placées sous protection royale : Watling Street, Ermine Street, Fosse Way et Hikenild ou Icknield Street. On rapproche en général ce nom d'Hikenild Strete de celui du peuple des Iceni. Sous des formes diverses, dont les plus anciennes, Icenhilde Weg ou Icenilde Weg, remontent aux chartes anglo-saxonnes, on le trouve employé pour désigner des routes qui vont des frontières du Norfolk, par le Cambridgeshire, Bucks, Berks, Hants et Wilts, jusqu'à l'intérieur du Dorset. Cependant, si l'on suivait cette localisation, la quatrième voie des Leges ne s'identifierait pas à une voie romaine mais à Icknield Way, piste de l'âge du fer qui relie le Norfolk au Dorset.
Le nom de Ryknild Street apparaît quant à lui sous la plume de Ranulf Higdon, un moine de Chester qui l'emploie en 1344 dans son Polychronicon. Higdon nomme précisément la voie Rikenild Strete, laquelle, écrit-il, s'étend du sud-ouest au nord, commence à St David's et se poursuit jusqu'à l'embouchure de la Tyne, en passant par Worcester, Droitwich, Birmingham, Lichfield, Derby et Chesterfield. Elle aurait porté ce nom, ou ceux de Rigning, Reenald ou Rignall, depuis des temps reculés. Dans trois des quatre manuscrits de Higdon, il s'écrit Rikenilde, Rikenyldes et dans le quatrième, considéré comme l'un des plus anciens, Hikenil Street. La traduction anglaise de John Trevisa (1387) donne Rykeneldes Strete.
Harverfield, dans la Victoria County History du Warwickshire (1904), doutant que la voie ait aucun droit réel et premier à l'une ou l'autre des deux appellations, marque une préférence pour Ryknild qui pour lui n'est pas moins correcte (ou pas plus incorrecte) et permet de faire la différence avec l'Icknield Street de l'Oxfordshire et du Berkshire. La voie romaine est aujourd'hui appelée Icknield ou Ryknild Street pour la distinguer de la pré-romaine Icknield Way.

## Dans l'Angleterre d'aujourd'hui
La plus grande partie du parcours de la voie romaine est aujourd'hui occupée par des routes modernes, principalement l'A38 de Lichfield à Derby ; et de nombreuses sections ont conservé le nom d'Icknield Street, quoique pas toujours avec exactitude comme à Hockley, à Birmingham ou à Redditch (Worcestershire) où l'on trouve une route appelée Icknield Street Drive non loin du tracé antique. À Lichfield, c'est Ryknild Street qui est en usage et Ryknild Road à Derby. On peut en voir une section protégée dans Sutton Park (Birmingham).

### De Bourton-on-the-Water à Bidford-on-Avon

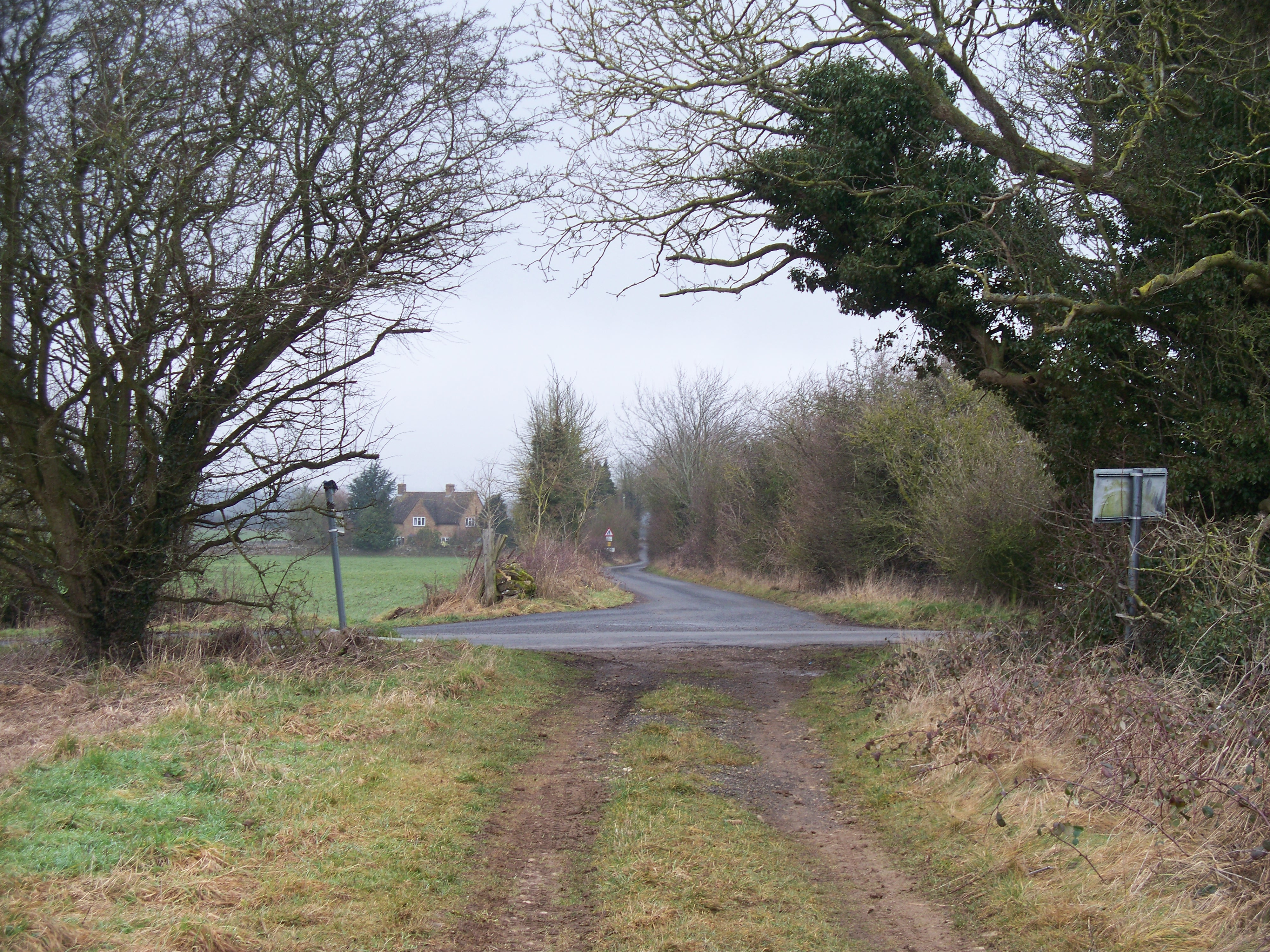
Condicote Lane, au nord de Bourton-on-the-Water.

C'est apparemment près de Bourton-on-the-Water que la voie rejoignait Fosse Way. Environ 3 km plus au nord et 3 km à l'ouest de Stow-on-the-Wold, débute un chemin (Condicote Lane) qui semble indiquer le tracé d'Icknield Street. Il file droit vers le nord, jusqu'à Condicote, puis Hinchwick. Il s'élève ensuite à environ 260 m d'altitude, sur Bourton Down. On ne sait exactement comment était parcouru le dénivelé de 76 mètres entre Hinchwick et le Down, mais sur ce dernier un chemin qui part de Springhill vers le nord reprend quasiment la même direction, pendant 2,4 km, avant de longer sur 290 m la route d'Evesham, d'où une limite de paroisse passant par Saintbury Hill semble marquer le parcours dans la descente du versant nord. Du côté ouest de Weston Park, la ligne à suivre semble se dessiner entre une hauteur de 290 m, à 3 km au sud, et Alcester, 3 km plus au nord. Sur cette ligne, une route conduit par l'ouest de Weston-sub‑Edge jusqu'à une grande route bordée par une limite de paroisse et appelée Riknild ou Icknield Street, traversée par le chemin de fer à Honeybourne Station. Elle se poursuit vers le nord jusqu'à Staple Hill, 1,5 km au sud de Bidford-on-Avon, sous le nom de Buckle Street. Il s'agit probablement de la forme moderne du nom de Bucgan ou Buggilde Street, qui apparaît dans des documents antérieurs à la conquête normande. À l'approche de Bidford, il y a un léger virage et la route moderne se dirige vers le point de passage du pont médiéval, alors que le gué romain se situait en amont et que sur la rive nord une petite route a conservé le nom d'Icknield Street : les vestiges d'une chaussée romaine montrent qu'à cette époque le point de passage se situait ici.

### De Bidford-on-Avon à Birmingham

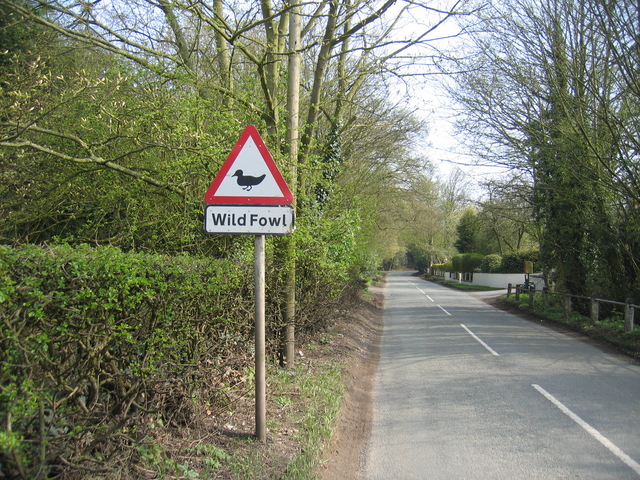
Près de Beoley.

Empruntant la susnommée Icknield Street, le tracé de la voie traverse Bidford en suivant Waterloo Street, puis court à travers la campagne par la B4085. À Wixford, la route moderne tourne vers l'ouest, tandis que le tracé de la voie se poursuit vers le nord par un chemin creux jusqu'à l'église St Milburga, où il devient une piste qui longe la crête à l'est de Ragley Hall, en direction d'Alcester. À Alcester le point de passage originel s'est perdu, en raison des modifications du lit de la rivière et du développement de la ville, mais on retrouve le tracé au nord, matérialisé par la moderne A435. En passant par Coughton Court, la route prend le nom local de Headon ou Haydon Road et se poursuit jusqu'à moins de deux kilomètres au-delà de Studley, où la route moderne oblique vers le nord-est. Vers le nord, le tracé se perd presque entièrement dans le développement de Redditch, néanmoins Icknield Street Drive et Battens Drive permettent d'en garder à peu près la direction jusqu'à une petite route de la zone résidentielle de Churchill, dénommée Ryknield Street sur la carte au 1:25 000e de l'Ordnance Survey et située dans l'alignement exact de Haydon Way. Le tracé paraît conduire d'Alcester jusqu'à une hauteur d'environ 150 m, 1,6 km à l'est de Rowney Green et 2,4 km au nord de Beoley. Devenue la B4497, la voie prend au nord à travers Beoley, croisant la M42 juste au sud d'Alcott Farm. Elle garde le nom d'Icknield Street et gravit les hauteurs de Swans Hill à partir de Weatheroak jusqu'à la jonction avec Lea End Lane. De là, une haie et un sentier attaquent directement la colline, tandis que la route moderne dévie légèrement pour s'adapter au relief, avant de rejoindre le tracé originel qui continue vers le nord jusqu'à l'entrée dans la banlieue de Birmingham, à Kings Norton, à côté du site britto-romain de Longdales Road. Il suit ensuite Walkers Heath Road via le rond-point de Parsons Hill, puis Broadmeadow Lane, Lifford Lane, Pershore Road et Hazelwell Street, pour disparaître enfin dans les extensions résidentielles de Stirchley.

### À travers Birmingham

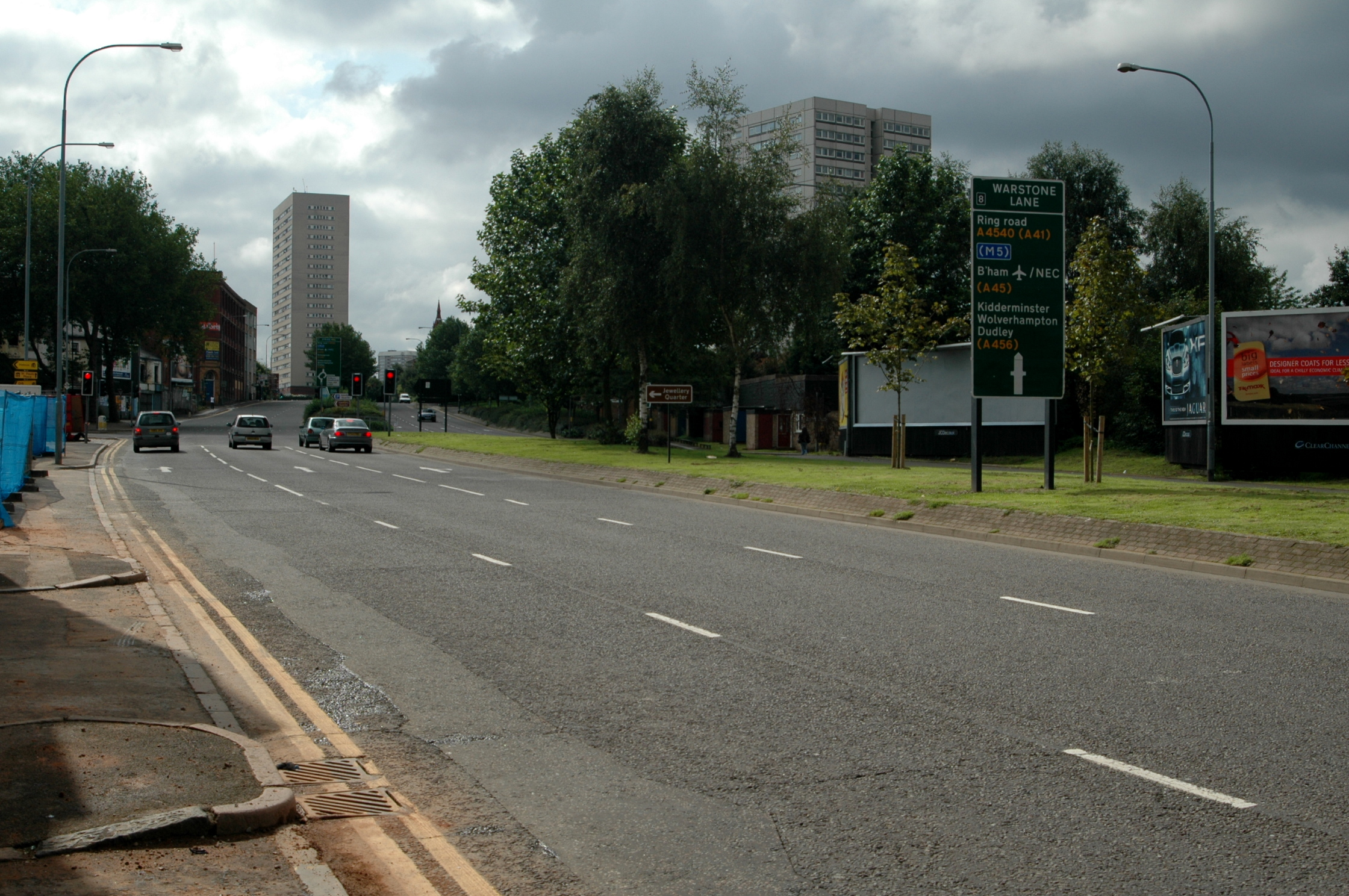
Sur le Middle Ring Road de Birmingham.

Les onze kilomètres qui séparent Stirchley, au sud de Birmingham, de Perry Bridge à Holford, au nord, constituent un sérieux problème. Il contrarie depuis longtemps les spécialistes de l'histoire locale et il est peut-être insoluble. William Hutton, premier historien de Birmingham, donnait au XVIIIe siècle un itinéraire passant « droit par Stirchley Street, coupant Bromsgrove Road à Selly Oak, laissant Harborne un mille à l'ouest, par l'observatoire de Lady Wood Lane, coupant Dudley Road à Sandpits et, le long de Worstone Lane, passant cinq stades au nord de Navigation Bridge dans Great Charles Street, à Birmingham. » Il a vu la section de route dont les habitants ont tenté de préserver les matériaux, « vingt verges de large et une verge de profondeur, remplies de pierres cimentées de mortier brut » et il disait le tracé repérable « par la piste stérile laissée à travers les prairies incultes. » Cependant Icknield Street ou Icknield Port Road ne sont pas des noms anciens, ils ne sont pas attestés dans l'histoire de la ville avant 1825 et ont pu être introduits à la suite de la théorie de Hutton. Birmingham et sa banlieue recouvrent aujourd'hui la voie antique. Hazelwell Street donne le parcours de la voie jusqu'à Metchley Fort, sur les terrains de l'hôpital Queen Elizabeth. Ce camp fortifié a été construit autour de -45 par l'armée romaine, comme base pour la conquête de la région de Birmingham et élément d'un réseau de fortifications reliées par routes et couvrant les Midlands. Il se situait sur le plus ancien carrefour connu de Birmingham, au point de jonction d'Icknield Street avec les voies romaines venant de Droitwich et Penkridge. De là, la voie se poursuit vers le nord jusqu'à un autre fort, à Wall, pour les Romains Letocetum, près de Lichfield. Le Perry Bridge de 1711 marquerait son point de croisement avec la Tame, à Perry Barr. Cependant, Benjamin Walker a jeté le doute sur cette vision orthodoxe du parcours de la voie dans cette région et les études de résistance entreprises en 1992 de part et d'autre du point de croisement ont montré que, bien que le tracé de la voie soit clairement indiqué sur les cartes anciennes comme sur les photographies aériennes, le site a été considérablement altéré au cours du siècle passé par, entre autres facteurs, le remblai de l'autoroute M6. Le seul lieu où la voie aurait pu être détectée s'est révélé inaccessible sans des travaux considérables de dégagement, en raison de la densité du couvert de sous-bois (vestige, peut-être, d'une haie longeant la voie) et les sondages menés sur le terrain dégagé le plus proche ont eu des résultats négatifs. Un second site se trouvait sur une friche, juste au sud de la rivière. Mais le « tracé Walker » n'en effleurait que le coin avant de disparaître sous la zone industrielle voisine et les lotisseurs ne se sont rappelé d'aucune découverte durant les travaux de construction, pas plus qu'ils n'ont pu identifié une quelconque zone « dure » sur leurs terrains, par là où le tracé aurait pu se poursuivre. Une série de sondages menés sur la limite entre la zone industrielle et la friche, puis sur tout le terrain libre n'a rendu aucun résultat qui puisse être mis en relation avec le tracé Walker, mais a mis en évidence des points de basse résistance situés parallèlement à la limite est du site,
.

### De Birmingham à Lichfield

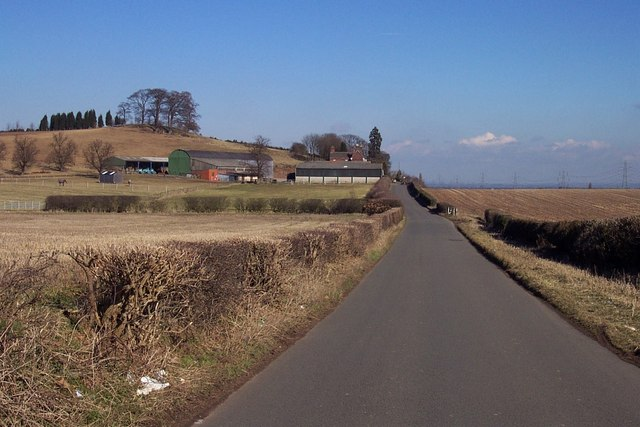
Knowle Lane au voisinage de Knowle Farm.

De Perry Bridge vers le nord, Thomas Codrington (1903) décrit la voie longeant une frontière de paroisse pendant quatre cents mètres, puis une route, aujourd'hui la B4138, Kingstanding Road, jusqu'à l'entrée dans Sutton Park. Le tracé est préservé durant la traversée du bord ouest du parc, où la chaussée apparaît très clairement, de profil arrondi, sur 8 ou 9 m de large et de 90 à 120 cm d'épaisseur en son milieu. On a présenté cette section comme l'un des meilleurs exemples de voie romaine, d'une largeur de 18 m avec ses fossés de chaque côté. Elle a peu de titres à être ainsi considérée et les fossés, quand ils sont présents, paraissent liés au drainage moderne. Au nord du parc, à environ 800 m de la zone résidentielle de Little Aston Park, où elle est appelée Roman Road, une courte portion de route au nord de Little Aston, Forge Lane, et une autre portion à l'ouest de Shenstone marquent le parcours de la voie en droite ligne de Streetley Hill jusqu'au nord-est de Wall, à 140 m d'altitude. Du voisinage de Birmingham jusqu'à Wall (Letocetum), sur quatorze kilomètres, la route ne dévie pas de façon perceptible de la ligne droite. Icknield Street paraît avoir croisé Watling Street à l'est de Letocetum, à l'endroit où Ashcroft Lane croise l'A5. Il y a ensuite un changement de direction considérable vers le nord-est, une ligne droite de quatorze kilomètres jusqu'aux abords de Barton-under-Needwood. L'alignement a été observé depuis Knowle Farm, car il y a une légère inflexion à cet endroit.  Ensuite Knowle Lane suit le parcours de la voie antique qui se poursuit par Cricket Lane, Quarry Hills Lane et Ryknild Street, qui mène à son tour à Austin Cote Lane, laquelle traverse le parc d'entreprise Brittania par Old Burton Road, pour rejoindre l'A38 à Streethay.

### De Lichfield à Derby

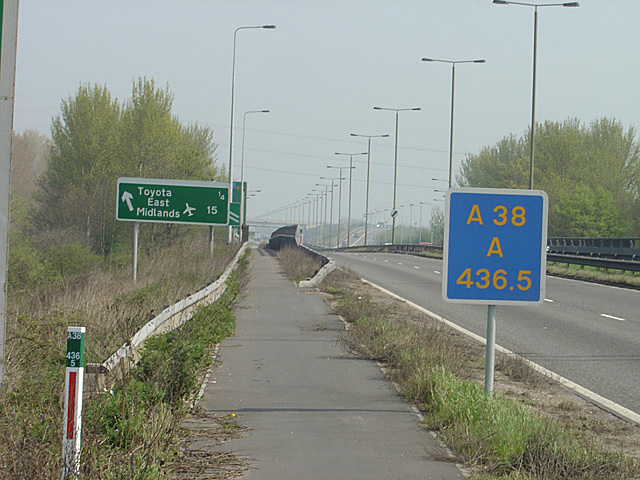
LA38 entre Burton et Derby.

Le tracé antique reste utilisé, à l'exception de quelques déviations locales, depuis le croisement avec la route principale Birmingham-Lichfield (A38T), jusqu'à Littleover, dans les faubourgs de Derby. Ici la route est très droite et bien relevée, de près d'un mètre par endroits, bel exemple de voie romaine encore en usage. William Stukeley (1776) a écrit que « la partie de Rigning Way au nord de Wall était très belle avec un haut remblai » et que « depuis la colline au sud de Littleover, Rigning s'étend sous vos yeux jusqu'à Etocetum et aux collines d'au-delà ». À Littleover la voie oblique vers l'est tout comme la moderne A5250, mais sous le nom de Rykneld Street. Plus loin, à Pastures Hill, une section de voie adjacente à la Derby High School et aux Pineview Gardens a été étudiée, à 4 km au sud-ouest de Derventio, le camp romain de Little Chester. Les vestiges enfouis de la voie romaine ne sont pas visibles en surface mais incluent des dispositifs de drainage et des trous de construction flanqués de fossés de délimitation peu profonds. Des entailles de charrue qui balafrent la surface de la voie romaine indiquent que pendant la période post-romaine le site a été utilisé comme terre arable alors qu'au XVIIIe siècle, il formait une partie de la barrière de péage de Birmingham à Derby. Mais il est aussi possible qu'à cette époque la route principale ait été déviée vers son tracé actuel par Pastures Hill. Une campagne de fouilles archéologiques menée en 2003 par l'unité d'archéologie de terrain de l'université de Birmingham a identifié la présence de sépultures incinérées de l'âge du bronze entre la voie romaine et Pastures Hill. Une urne funéraire a été trouvée, ainsi que des traces d'occupation de l'âge du fer, ce qui indique que cette aire pourrait avoir été un lieu rituel de longue date, depuis l'âge du bronze jusqu'à la période romaine. Il a été suggéré que les sépultures incinérées pourraient avoir été disposées le long d'une piste de l'âge du bronze, qui serait demeurée ou rentrée en usage pendant la période romaine. Le tracé paraît être passé du côté ouest de Derby, près d'un camp romain occupé en 50, à Strutt's Park (le public peut voir au musée de Derby une partie des poteries que les fouilles archéologiques y ont trouvées,). Vivien Swan (1984) met en doute le passage de la voie romaine par Strutt's Park, qui a été remplacé autour de l'an 80 par le camp de Chester Green, sur la rive opposée de la Derwent, la construction de Ryknild Street étant contemporaine de celle de ce second camp. William Stukeley a reconstitué le tracé des fortifications de Chester Green qui entouraient, selon son plan, un espace de 120 pas romains d'est en ouest et de 100 pas du nord au sud. Les fondations du pont pouvaient, disait-il, être touchées au moyen d'un bâton ; de même l'évêque William Bennet en 1817 disait que par un été sec on pouvait sentir les piles du pont.

### De Derby à Chesterfield

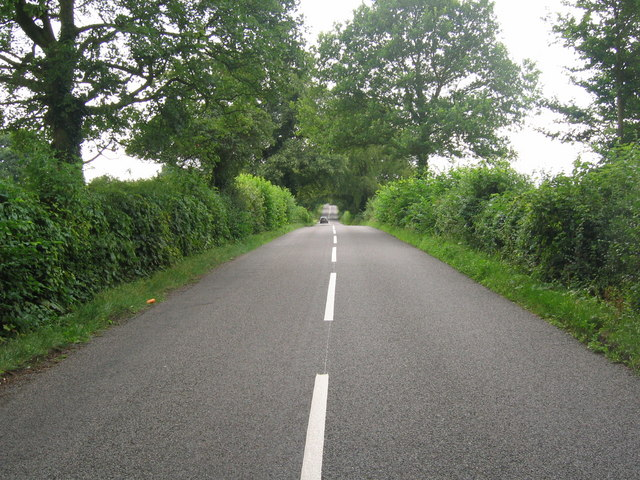
Moor Road près de Breadsall.

De Little Chester à la campagne du nord de Derby, le tracé n'a pas été déterminé,. Il est certain qu'une voie quittant Derventio par l'est conduisait à Sawley, sur la Trent, Icknield Street partant de là vers le nord-est. Le parcours est bien marqué au-delà de Breadsall, à deux kilomètres et demi de Little Chester, mais le tracé intermédiaire n'a pas encore été reconnu.